# Daniel Szelągowski
Daniel Szelągowski (Kielce, 2 settembre 2002) è un calciatore polacco, centrocampista dell'Unia Swarzędz.

## Caratteristiche tecniche
È un trequartista, ma è in grado di svariare su tutto il fronte offensivo, compreso nel ruolo di falso 9. 

## Carriera

### Club
Cresciuto nel settore giovanile del Korona Kielce, debutta in prima squadra il 18 maggio 2019 in occasione dell'incontro di Ekstraklasa perso 3-0 contro il Górnik Zabrze; l'anno seguente viene utilizzato in sole 5 occasione, dove riesce comunque a realizzare tre reti.
Retrocesso in seconda divisione, inizia l'annata con il Korona Kielce per poi passare il 16 settembre al Raków Częstochowa. Con i rossoblu ottiene uno storico secondo posto in Ekstraklasa, oltre a vincere la Puchar Polski e la Superpuchar Polski, prima di passare in prestito al Warta Poznań.

### Nazionale
Ha giocato nelle nazionali giovanili polacche Under-16, Under-17, Under-19 ed Under-21.

## Statistiche

### Presenze e reti nei club
Statistiche aggiornate al 18 ottobre 2022.
| Stagione        | Squadra           | Campionato      | Campionato | Campionato | Coppe nazionali | Coppe nazionali | Coppe nazionali | Coppe continentali | Coppe continentali | Coppe continentali | Altre coppe | Altre coppe | Altre coppe | Totale | Totale |
| Stagione        | Squadra           | Comp            | Pres       | Reti       | Comp            | Pres            | Reti            | Comp               | Pres               | Reti               | Comp        | Pres        | Reti        | Pres   | Reti   |
| --------------- | ----------------- | --------------- | ---------- | ---------- | --------------- | --------------- | --------------- | ------------------ | ------------------ | ------------------ | ----------- | ----------- | ----------- | ------ | ------ |
| 2018-2019       | Korona Kielce     | EK              | 1          | 0          | CP              | 0               | 0               |                    | -                  | -                  |             | -           | -           | 1      | 0      |
| 2019-2020       | Korona Kielce     | EK              | 5          | 3          | CP              | 0               | 0               |                    | -                  | -                  |             | -           | -           | 5      | 3      |
| ago. 2020       | Korona Kielce     | 1L              | 1          | 0          | CP              | 1               | 0               |                    | -                  | -                  |             | -           | -           | 2      | 0      |
| set. 2020-2021  | Raków Częstochowa | EK              | 16         | 1          | CP              | 5               | 0               |                    | -                  | -                  |             | -           | -           | 21     | 1      |
| 2021-gen. 2022  | Raków Częstochowa | EK              | 14         | 0          | CP              | 3               | 0               | UECL               | 6                  | 0                  |             | -           | -           | 23     | 0      |
| gen.-giu. 2022  | Warta Poznań      | EK              | 5          | 0          | CP              | -               | -               |                    | -                  | -                  |             | -           | -           | 5      | 0      |
| 2022-2023       | Raków Częstochowa | EK              | 4          | 0          | CP              | 1               | 0               |                    | -                  | -                  |             | -           | -           | 5      | 0      |
| Totale carriera | Totale carriera   | Totale carriera | 46         | 4          |                 | 10              | 0               |                    | 6                  | 0                  |             | -           | -           | 62     | 4      |

## Palmares

### Club

#### Competizioni nazionali
- Coppa di Polonia: 1

Raków Częstochowa: 2020-2021
- Supercoppa di Polonia: 1

Raków Częstochowa: 2021